# Clerc de notaire
Pour les articles homonymes, voir Clerc.
Le clerc de notaire est le principal collaborateur du notaire.
Le juriste doit en théorie posséder les mêmes compétences que le notaire chargé de l'étude.

## Rôle
C'est lui qui, suivant les directives du notaire :
- constitue les dossiers (demandes de pièces d'urbanisme, d'état civil, etc.) ;
- rédige l'acte notarié (une forme d'acte authentique) ;
- position de percepteur de taxes pour le compte de l’État.

## Formation en France
La formation du clerc s'effectue dans un institut des métiers du notariat ou un lycée. Après avoir obtenu le bac, les postulants doivent s'inscrire dans un des 18 Instituts des métiers du notariat, ou un lycée ayant passé une convention avec le Conseil supérieur du notariat, où ils prépareront en deux ans le  BTS notariat.
Les diplômés peuvent, ensuite, continuer leur cursus en intégrant une licence professionnelle des métiers du notariat dans une université proposant ce cursus. Cette licence permet un statut intermédiaire entre clerc de notaire et premier clerc.
Enfin, il est possible de préparer le Diplôme de l'institut des métiers du notariat qui est une formation en alternance d'une durée d'une année.

## Principal clerc
Le clerc principal, ou plus couramment le premier clerc, est le collaborateur du notaire. Il s'agit d'un clerc expérimenté, souvent, mais pas obligatoirement, notaire diplômé, qui est référent des autres clercs, notamment en leur attribuant les différents dossiers, mais aussi d'effectuer une partie des tâches de gestion du personnel de l'étude. Il reçoit les clients et est souvent habilité pour recevoir les actes (il lit l'acte aux clients et recueille leur signature sur ledit acte, qui est ensuite signé par le notaire lui-même).
Cette fonction de premier clerc tend néanmoins à disparaître, sauf dans certaines régions, notamment Paris.